# Tălmaci, Arad
Tălmaci este un sat în comuna Craiva din județul Arad, Crișana, România.